# Wojna trzeciej fali

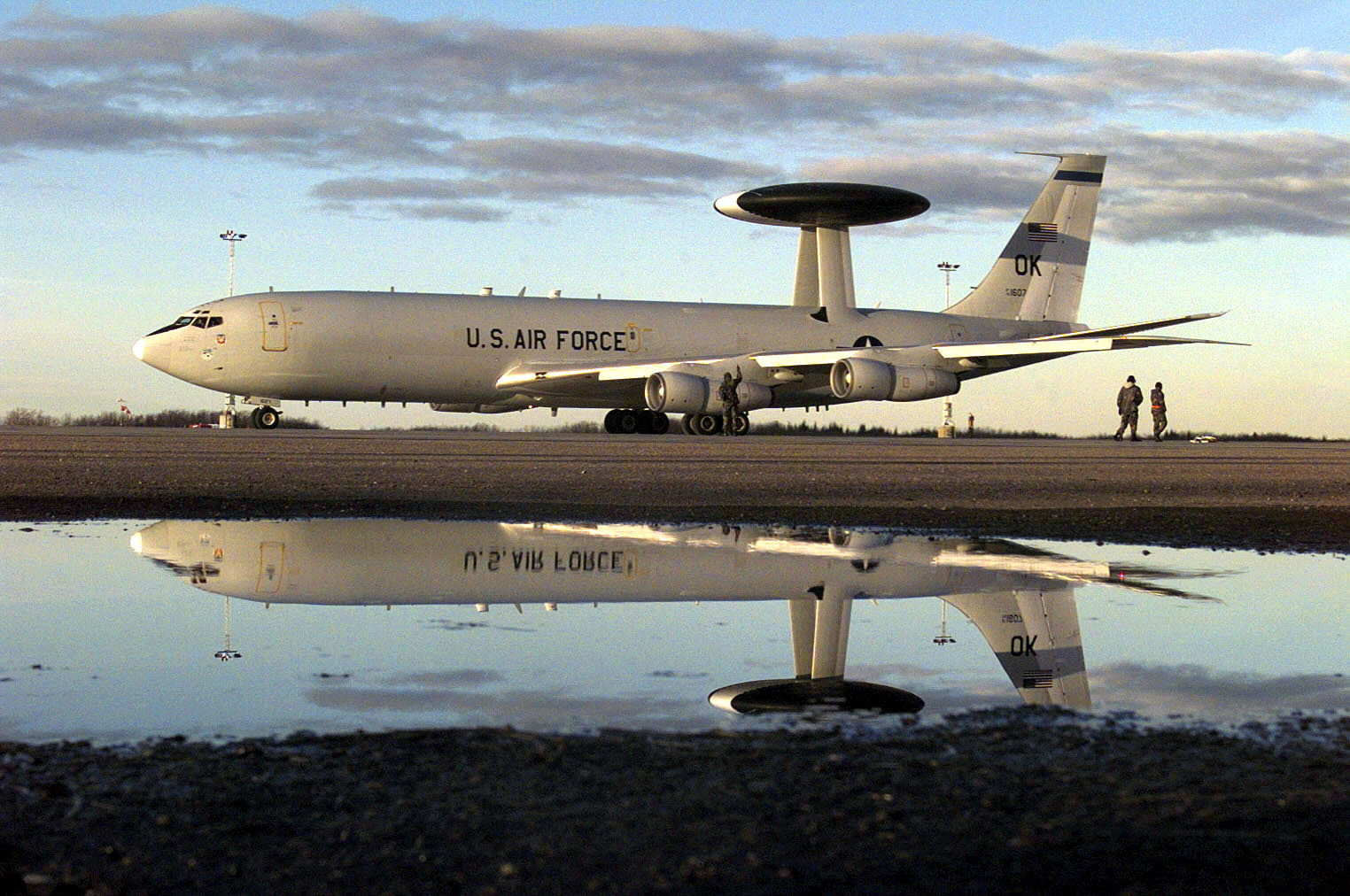
AWACS – system wczesnego ostrzegania i dowodzenia, wykrywający obiekty powietrzne

"Wojna trzeciej fali" – termin ten został użyty w publikacji Wojna i antywojna A. H. Toffler, w odniesieniu do wojny przeprowadzonej przez wojska koalicyjne w Zatoce Perskiej w latach 1990–1991. Wskazywano na przełomowe zmiany w prowadzeniu działań – koncentracji  na precyzji w określaniu celu oraz dostosowywaniu do niego środków tak aby zminimalizować straty; wiedza, informacje, dane zaczynają rywalizować z bronią.  
Autorzy wskazują na liczne paralele pomiędzy cechami nowego porządku gospodarczego i cechami prowadzenia wojen. Wiedza stała się dziś zasadniczym czynnikiem w wytwarzaniu wartości gospodarczych, natomiast przemiany porządku gospodarczego oraz społecznego odcisnęły swoje piętno również na wojskowości. 

## Cechy wojny trzeciej fali
- Czynniki zniszczenia - obecnie wiedza jest głównym środkiem zarówno niszczenia jak i tworzenia. Nie można lekceważyć siły zniszczenia tak jak i podstawowych czynników produkcji jak praca czy surowce, jednak w procesie destrukcji wykorzystanie wiedzy zmniejsza potrzebę użycia innych czynników.
- O wartości armii w znacznym stopniu decydują czynniki niematerialne.
- Odmasowieniu produkcji w gospodarce towarzyszy odmasowienie destrukcji (określanie indywidualnego celu). Przekłada się to na specjalizację sprzętu, popularyzację broni precyzyjnej wykorzystującej informację.
- Wzrost zapotrzebowania na wykwalifikowanych pracowników przy jednoczesnym ograniczaniu ich liczby. Kiepsko wykształcone oddziały stanowią hamulec dla armii trzeciej fali. W armii można zaobserwować coraz wyższy poziom wykształcenia.
- Miejsce dla improwizacji, kreatywności, nietypowego wykorzystania sprzętu. Podczas wojny można było odnotować liczne przejawy inicjatywy zarówno wojskowych jak i cywilów.
- Zmniejszenie skali operacji oddziałów, a w konsekwencji i ich liczebności. Zwiększenie elastyczności ich działania.
- Reorganizacja struktur, zwiększenie autonomii lokalnego dowództwa.
- Złożona struktura armii wymaga integracji, koordynacji systemów informacyjnych, działań. Ta potrzeba implikuje natomiast konieczność posiadania obszernej, rozgałęzionej infrastruktury jak np. stacji służących łączności satelitarnej.

Wojna w Zatoce Perskiej zasługuje jedynie w części na miano wojny trzeciej fali, bowiem w dalszym ciągu miała ona wiele znamion wojny drugiej fali - wojny masowego niszczenia, gdzie dominuje tępa technologia i choć czasem potężna to jednocześnie nierozumna. Prowadzono nowoczesną wojnę na wyczerpanie i naloty dywanowe powodujące ogromne straty. W tym samym czasie pół miliona alianckich wojsk lądowych szykowało się do ataku na linie irackie. Używano bomb pozostałych z wojny wietnamskiej. 
Jednak to pierwszy aspekt prowadzonej wojny przekładał się na niezwykle higieniczny i bezkrwawy obraz wojny prezentowany przez media.